# Єджон (ван Корьо)
Єджон (кор. 예종, 睿宗, Yejong, Yejong); ім'я при народженні Ван У (кор. 왕우, 王俁, Wang U, Wang U; 11 лютого 1079 — 15 травня 1122) — корейський правитель, шістнадцятий володар Корьо.

## Правління
Був старшим сином і спадкоємцем вана Сукчона. Зійшов на трон 1105 року після смерті батька.

### Внутрішня політика
Від часів правління Мунджона найвпливовішим з аристократичних родів був клан Ї. Під впливом тестя правителя представники тієї родини зайняли більшість керівних посад у державі. Управління регіонами було цілковито зосереджено в руках місцевої аристократії.
Правителі вдавались до численних спроб посилити центральну владу, адаптувавши адміністративну систему держави Тан. 1106 року Єджон провів реформу, в результаті якої було започатковано поділ країни на вісім округів, які очолював анхальса (призначався центральною владою). Це стало прототипом більш пізнього адміністративного поділу Кореї.
Окрім того Єджон усіляко намагався зміцнити центральну владу. Брати правителя були відданими його послідовниками та противниками клану Ї. Спираючись на їх підтримку, ван почав усувати від ключових державних посад стару аристократію, натомість набирав талановитих молодих чиновників. Одними з перших стали Кім Бусік і його брати, а також Хан Анін, які почали відігравати провідну роль у державі наприкінці правління Єджона.
Було розширено систему державних іспитів, започатковану за правління Кванджона. Та система базувалась на принципах, запозичених у Китаю, втім мала принципові відмінності. Зокрема та система була закритою для простого люду, але мала на меті перетворення старої аристократії на службове дворянство. Система державних іспитів, окрім іншого, сприяла посиленню лояльності до монаршої влади з боку придворних.
Одним з ключових аспектів правління Єджона стало посилення цензури. Головні її органи були створені ще за правління Мунджона, втім за Єджона їх активність різко зросла. До того ж, якщо первинно тими органами керували представники клану Ї, то від 1117 року цензурою почали завідувати люди Хана Аніна.

### Економіка та фінанси
Єджон продовжив фінансові реформи, започатковані його попередником, ваном Сукчоном, який увів в обіг металеві монети. Однак новому правителю протистояли бюрократи, які підтримували бартерну економіку й натуральне оподаткування, встановлені ще засновником держави, ваном Тхеджо. Зерно і тканина залишались основними засобами обміну серед широких верств населення, а хвалгу (срібні посудини з грошима, що важили близько 600 грамів) використовувались лише аристократами.
У Корьо була значно розвинута керамічна промисловість. Вирізнялось виробництво кам'яниці, оздобленої синьо-зеленою поливою (відома під назвою селадон). Піку майстерності таке виробництво сягнуло в XII столітті й дотепер вважається одним з найбільших досягнень середньовічної Кореї в царині мистецтва. Окрім того, кераміка була одним з головних експортних промислових товарів Корьо протягом XI — початку XII століть.

### Військова справа
Попри панування цивільних чиновників над військовими, Єджон продовжив політику свого батька щодо захисту кордонів та розвитку військових можливостей. Ще 1104 року армія Корьо отримала перші зразки порохової зброї. Єджон запровадив військовий курс до програми навчання в Національній академії Кукджакам. А едиктом 1116 року було задекларовано рівноправ'я між військовими та цивільними чиновниками під час проведення ритуалів.

### Релігія
Періоди правління Сукчона, Єджона та Інджона зазвичай вважаються золотою добою корейських даосизму й буддизму. Зокрема буддизм перетворився з релігії еліти на народну релігію. Конфуціанство залишалось державною ідеологією, втім до державних церемоній було інтегровано автентичні елементи. Окрім того, місцевих духів, яким поклонялись як прості корейці, так і можновладці, було введено до національного пантеону.

### Освіта
Єджон цікавився ботанікою, збирав рідкісні рослини з усієї Кореї та надсилав їх до Китаю в обмін на різноманітні китайські рослини. Ван запровадив у Національній академії навчання за сімома спеціалізованими програмами. До шести традиційних конфуціанських учень він додав вивчення військової справи. Також Єджон створив фонд стипендій для заохочення талантів, відкривав освітні установи та бібліотеки.

### Міжнародні відносини
Основу міжнародних відносин Корьо складали зносини з Китаєм, киданями та чжурчженями. На початку XII століття в регіоні панувала держава Ляо. Економічно й культурно розвинена держава Сун, напівкочові чжурчженські племена та Корьо визнавали зверхність імператора Ляо Єлюй Яньсі. Корьо проголосила правителя киданів сином небес і сюзереном ще 994 року. Відтоді правителів Корьо призначали на царство імператори Ляо. Разом з тим від 1054 року вани Корьо данину не сплачували.
Культурно-економічні відносини між Корьо та династією Сун було відновлено всередині XI століття. Втім, остерігаючись протистояння з Ляо, посланці кваліфікувались як торгові місії, а не посольства. Коли ж могутність Ляо почала знижуватись, розширились і стосунки із Сун.
За правління Єджона кордони Корьо почали зазнавати набігів з боку чжурчженів. Для протистояння вторгненням було утворено дві армії під командуванням генералів Юн Квана й О Єнчона, які здійснили успішну експедицію, захопивши рівниниХамхина та діставшись долини річки Туманган. Після того було зведено так звані дев'ять фортець для здійснення контролю над регіоном.
1109 року під впливом імператора Ляо дев'ять фортів повернулись під владу чжурчженів, генералів відкликали й відсторонили від командування. Окрім тиску з боку Ляо дослідники вказують на те, що витрачання коштів на утримання фортець було невиправданим, а також на ймовірну домовленість 1111 року між Єджоном і чжурчженями.
Занепад могутності держави Ляо призвів до посилення дипломатичної присутності при дворі Корьо представників династії Сун. 1110 року імператор Чжао Цзі проголосив Єджона справжнім ваном та звільнив від васальної залежності.
Зважаючи на успіхи чжурчженів у боротьбі проти киданів, імператор Ляо 1114 року попрохав Корьо про допомогу. Кім Бусік, який здобував усе більший вплив при дворі, надіслав листа, в якому запевнив імператора в лояльності Корьо. Втім у наданні допомоги було відмовлено.
1115 року Ваньянь Агуда проголосив заснування династії Цзінь. 1116 року до двору Сун було відряджено велике посольство. 1117 року в Сун було створено спеціальний орган, що працював із корьоськими торгівцями й посланцями. 1122 року до Корьо прибула велика китайська місія, в складі якої був конфуціанський учений Сю Цзін, нотатки якого стали важливим джерелом інформації про той період.
1117 року армія Корьо просунулась до Ийджу на річці Ялуцзян та розгорнула там новий штаб. Повернення того регіону та встановлення Ялуцзян як реального кордону між державами стало можливим після поразки Ляо від династії Цзінь.

### Смерть
Єджон помер 1122 року, після чого трон успадкував його 13-річний син Інджон.